# Геродот
Геродо́т Галикарна́сский (др.-греч. Ἡρόδοτος Ἁλικαρνᾱσσεύς, около 484 до н. э., Галикарнас, Кария, Держава Ахеменидов — около 425 до н. э., Фурии, Калабрия или Пелла, Македония) — древнегреческий историк и географ, по крылатому выражению Цицерона, «отец истории» — автор первого сохранившегося значительного трактата «История», описывающего греко-персидские войны и обычаи многих современных ему народов.
Труды Геродота имели огромное значение для античной культуры, являясь чрезвычайно важным источником по истории Древнего мира.

## Биография
Дошедшая до нашего времени биография Геродота основана на двух источниках: собственных текстах Геродота и более поздней византийской энциклопедии «Суда». Некоторые данные в источниках противоречат друг другу, однако в целом жизнь Геродота сводится к следующему.
Родина Геродота, Галикарнас — был основан дорийцами, рядом с городком представителей местного племени карийцев. Геродот родился здесь во влиятельной семье Ликса (как замечает Игорь Е. Суриков, судя по именам его отца и дяди, Геродот был эллинизованным карийцем). По свидетельству писательницы Памфилы у римского писателя II века Авла Геллия, он родился в 484 году до н. э. В молодости Геродот принадлежал к партии, боровшейся против тирана Лигдамида, подвергался изгнанию, жил на Самосе, а затем отправился в длительные путешествия. Он объездил Вавилон, Ассирию, Египет, Малую Азию, Геллеспонт, Северное Причерноморье, Балканский полуостров от Пелопоннеса до Македонии и Фракии. (А. Момильяно отмечал, что никто из античных авторов не путешествовал так много, как он.) Около 446 года до н. э. он поселился в Афинах, где сблизился с кругом Перикла; к этому времени значительная часть «Истории» уже была написана, поскольку известно, что Геродот читал отрывки из неё афинянам. В 444 году до н. э. Геродот принял участие в основании общеэллинской колонии Фурии в Великой Греции на месте разрушенного кротонцами Сибариса. Скончался в 425 году до н. э.

## «История»

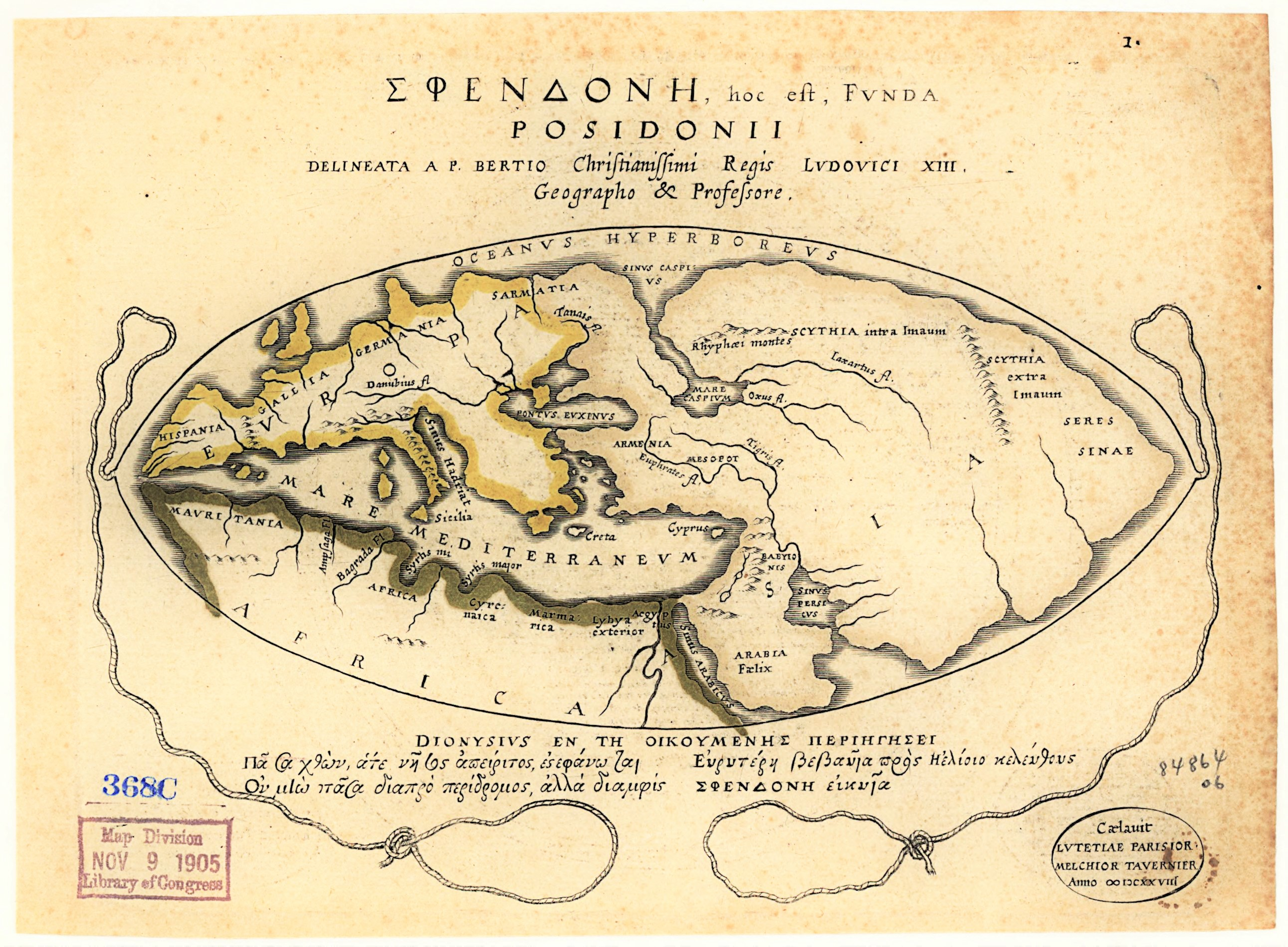
Мир с точки зрения Геродота

Сочинение Геродота — не историческое исследование в современном смысле слова, это — мастерское повествование человека богато одарённого, необыкновенно любознательного, общительного, много читавшего, видевшего и ещё больше слышавшего; к этим свойствам присоединялась скромность верующего в богов эллина, хотя тронутого скептицизмом, но недостаточно разборчивого в полученных сведениях. С другой стороны, Геродот не только историк; некоторые части его сочинения — настоящая энциклопедия того времени: тут и географические сведения, и этнографические, и естественно-исторические, и литературные. Тем не менее Геродот по всей справедливости именуется отцом истории. Из девяти книг, на которые в настоящее время делится его сочинение, вся вторая половина представляет собой последовательный исторический рассказ о греко-персидских войнах, заканчивающийся на известии о занятии эллинами Сеста в 479 году до н. э.
Первая половина содержит в себе рассказы о возвышении Персидского царства, о Вавилонии, Ассирии, Египте, Скифии, Ливии и других странах. Единство изложения достигается в известной мере и тем, что с первых слов и до конца историк имеет в виду проследить борьбу между варварами и эллинами. Но не покидающая историка мысль о главной задаче не мешает ему вводить в широкие рамки повествования все, что казалось ему интересным или поучительным. Геродоту присуща в значительной мере историческая критика, во многих случаях чисто субъективная, нередко наивно-рационалистическая, но тем не менее решительно вводящая в историографию новое начало.
Как отмечает И. Суриков: «Геродот на самом деле стоял не в начале, а в конце некой традиции — традиции ионийского историописания (не случайно он и писал на ионийском диалекте, хотя и был дорийцем), которую можно определить как первую античную историографическую школу (подобно тому, как ионийская же философская школа стала первой в античной и вообще западной философии). Он, повторим и подчеркнём, завершил эту традицию, взяв из неё всё лучшее, как бы суммировал её достижения».

## В произведениях искусства
В компьютерных играх
- В игре Assassin’s Creed Odyssey есть персонаж Геродот, историк и археолог, который живёт в Афинах, его руководитель — Перикл[10].

## Память

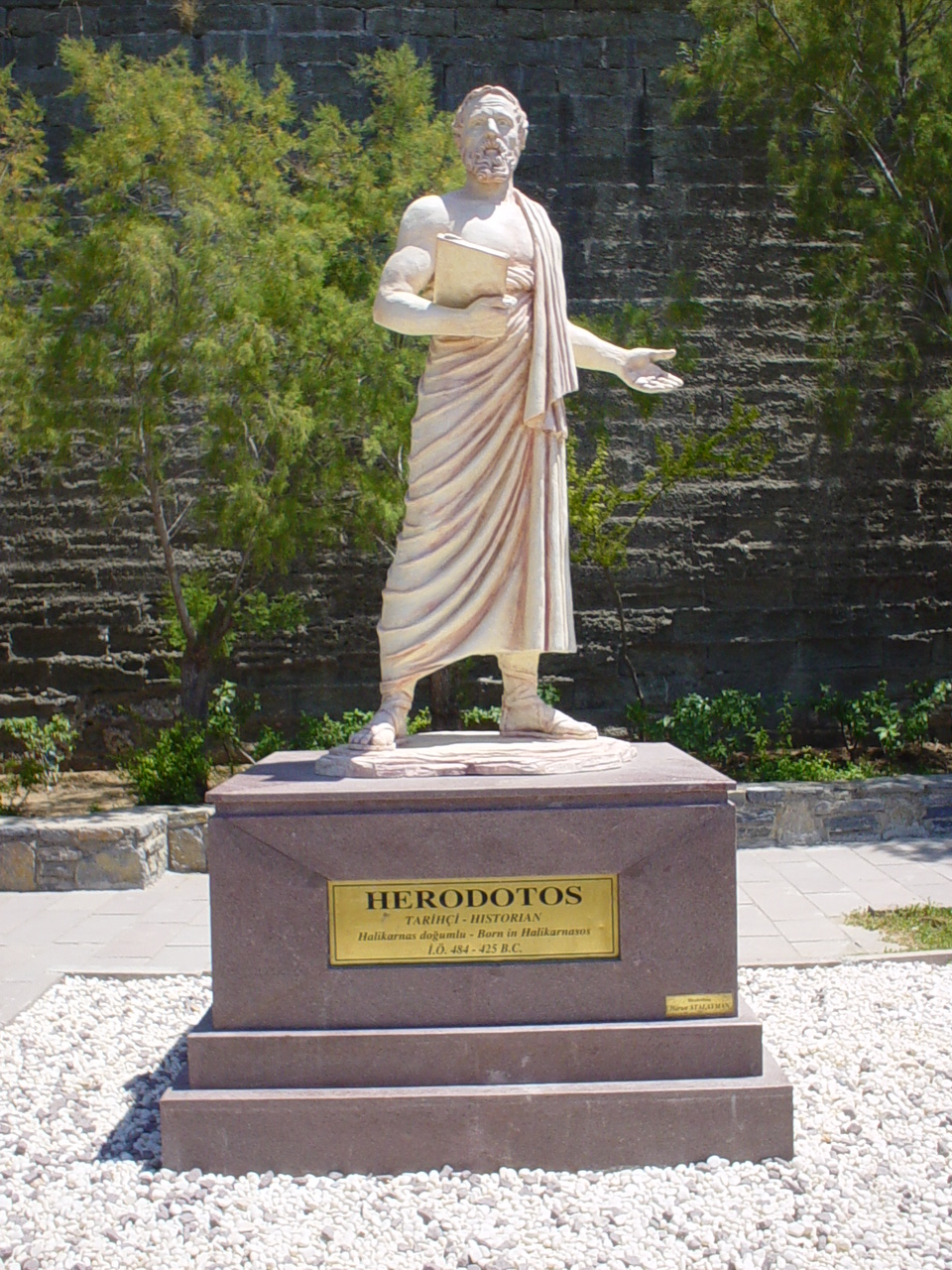
Статуя Геродота в его родном городе Галикарнасе, современный Бодрум, Турция

В 1935 году Международный астрономический союз присвоил имя Геродота кратеру на видимой стороне Луны.

## Тексты и переводы
- В серии «Loeb classical library» издана в 4 томах (№ 117—120).
- В серии «Collection Budé» «История» Геродота издана в 11 томах (включая тома с введением и с указателем).

Русские переводы:
- Повествования Иродота Аликарнасского. / Пер. А. Нартова. В 3 т. СПб., 1763—1764.
- История Иродотова. Ч. 1-5. / Пер. И. И. Мартынова. СПб., 1826—1828. (на греч. и рус. яз.; включает в ч. 5 «Жизнь Гомера» Псевдо-Геродота)
  - Книги I, IV. / Пер. И. Мартынова в переработке М. Гаспарова. // Историки Греции. М., 1976. С. 27-166.
- Геродот. История в 9 кн. / Пер., предисл. и указатель Ф. Г. Мищенко. В 2 т. М., 1885—1886.
  - 2-е изд., испр. 1888.
  - переизд.: М.: Эксмо. 2008.
- Геродот. История. / Пер. и прим. Г. А. Стратановского. Статья В. Г. Боруховича. (Серия «Памятники исторической мысли».) Л.: Наука, 1972. 600 стр. 50000 экз.
  - переизд. неоднократно, например: (Серия «Классики исторической мысли»). М.: Ладомир — АСТ. 1999. 752 стр.

Кроме того, до революции в России выходило множество «школьных изданий» отдельных книг «Истории».
- М. Гаспаров. Рассказы Геродота о греко-персидских войнах и ещё о многом другом. — Согласие, 2000. — 228 с. — свободный пересказ книг Геродота.